# George C. Baker
Pour les articles homonymes, voir Baker et George Baker.
George C. Baker, né le 9 juin 1951 à Dallas, est un organiste, compositeur, pédagogue et un dermatologue américain.

## Biographie
Enfant, George Baker apprend le piano puis l'orgue en 1961. Il fait des études musicales à l'église méthodiste de Dallas avec Philip Eldridge Baker, puis à l'Université méthodiste du Sud à Dallas avec Robert T. Anderson. Il remporte le concours régional puis national de l'American Guild of Organists. En 1973, il part pour la France travailler avec Marie-Claire Alain, Pierre Cochereau, Jean Langlais et André Marchal. Il est nommé organiste suppléant de l'église anglicane Saint-Georges de Paris. En 1974, il remporte le grand prix d'interprétation au concours Grand Prix de Chartres. A la Schola Cantorum de Paris, il obtient le Diplôme de Virtuosité en 1975. Il enregistre l'intégrale de l'œuvre pour orgue de Jean-Sébastien Bach, Darius Milhaud (en première mondiale) et de Louis Vierne (avec Pierre Cochereau). En 1979, il obtient son doctorate à l'Université du Michigan. En 1987, il cesse son activité d'organiste puis après des études de médecine à Dallas, devient en 1991 médecin puis dermatologue jusqu'à sa retraite en 2021. Il est lecteur de l'improvisation à l'Université Rice à Houston jusqu'en 2021, et il est nommé professeur agrégé adjoint d'orgue à la SMU Meadows School of the Arts à Dallas en novembre 2021. Il est membre du jury de plusieurs prestigieuses compétitions dont le Grand Prix de Chartres (2000, 2004 et 2016) et souvent demandé comme consultant pour des projets de construction d’orgues neufs. Il réalise plusieurs enregistrements avec le label Solstice.

## Compositions

### Orgue
- The Wild Ouest Toccata (écrit en 1969/révisée en 2025. Dallas : Baroque Notes, 2025)
- Berceuse-Paraphrase (écrit en 1992. Chicago : H. T. Fitzsimmons Company, 1993)
- Divertissement (Chicago : H. T. Fitzsimmons Company, 1996)
- At the River (Tarzana : Fred Bock, 2000)
- Tuba Tune Ragtime (écrit en 2003. Tarzana : Gentry Publications, 2004)
- Ricercare on « Nun komm, der Heiden Heiland » (écrit en 2004. Dallas : Baroque Notes, 2020)
- Toccata-Gigue on the Sussex Carol (écrit en 2008/révisée en 2019. Dallas : Baroque Notes)
- Variations on « Rouen » (écrit en 2010. Dallas : Baroque Notes, 2011)
- Tiento Grégorien (écrit en 2010. Dallas : Baroque Notes, 2011)
- Lamento (écrit en 2013. Dallas : Baroque Notes, 2013)
- Prelude on « The Lone, Wild Bird » (écrit en 2015. Dallas : Baroque Notes, 2017)
- Procession Royale (écrit en 2016. Dallas : Baroque Notes, 2017)
- Danse Diabolique (écrit en 2016. Dallas : Baroque Notes, 2017)
- Deux Evocations (écrit en 2017. Dallas : Baroque Notes, 2017) :
  - Evocation 1: June 2, 1937 (Ad Memoriam Louis Vierne)
  - Evocation 2: April 22, 1984 (Ad Memoriam Pierre Cochereau)
- Prelude on « If Thou But Suffer God to Guide Thee » (« Wer nur den lieben Gott lässt walten ») (Dallas : Baroque Notes, 2018)
- L'Envoi (Dallas : Baroque Notes, 2018)
- Prière Grégorienne (Dallas : Baroque Notes, 2018)
- Berceuse sur le nom de SWANN (écrit en 2019. Dallas : Baroque Notes, 2019)
- Prelude on Salve Regina (écrit en 2020. Dallas : Baroque Notes, 2020)
- Deux Miniatures (écrit en 2020. Dallas : Baroque Notes, 2020):
  - I. Ave Maris Stella
  - II. Salve Regina
- Recessional on « Hyfrydol » (écrit en 2021. Dallas : Baroque Notes, 2022)[4]
- Diptyque: Mors et Resurrectio (écrit en 2022. Dallas : Baroque Notes, 2022)
- Le Tombeau de Jean Langlais (écrit en 2022. Dallas : Baroque Notes, 2022)
- Tuba Tune Royale (écrit en 2022. Dallas : Baroque Notes, 2022)
- Paraphrase sur le TE DEUM (écrit en 2022. Dallas : Baroque Notes, 2022)
- Petit Choral – mode dorien (écrit en 2022. Dallas : Baroque Notes, 2022)[5]
- Pièce Modale 1 – mode dorien (écrit en 2022. Dallas : Baroque Notes, 2022)[6]
- Pièce Modale 2 – mode phrygien (écrit en 2022. Dallas : Baroque Notes, 2022)[7]
- Pièce Modale 3 sur « Ave Maris Stella » – mode lydien (écrit en 2022. Dallas : Baroque Notes, 2022)[8]
- Pièce Modale 4 – mode mixolydien (écrit en 2022. Dallas : Baroque Notes, 2022)[9]
- Chorale and Variations on « Vom Himmel hoch, da komm' ich her » (écrit en 2022. Dallas : Baroque Notes, 2022)[10]
- French Classical Suite (écrit en 2022. Dallas : Baroque Notes, 2022)[11]
  - Grand Plein Jeu
  - Petite Fugue sur la Trompette
  - Duo
  - Basse et Dessus de Trompette
  - Flûtes
  - Récit de Nazard
  - Dialogue dur les Grands Jeux
- A Texas Pastorale (écrit en 2022. Dallas : Baroque Notes, 2022)[12]
- Meditation on « Ave Maris Stella » (écrit en 2022. Dallas : Baroque Notes, 2022)[13]
- A Short Lamento (écrit en 2022. Dallas : Baroque Notes, 2022)[14]
- Prélude on « St. Anne » (écrit en 2022. Dallas : Baroque Notes, 2022)[15]
- Prelude on the Sanctus of Mass VIII (écrit en 2023. Dallas : Baroque Notes, 2023)
- Chant d'Espoir (écrit en 2023. Dallas : Baroque Notes, 2023)
- Etoile dans le noir (écrit en 2025. Dallas : Baroque Notes, 2025)

### Orgue et autres instruments
- Rumba pour orgue et quatre percussionnistes (écrit en 2015. Dallas : Baroque Notes, 2017)
- Joie pour orgue, timbales et quintette de cuivres (écrit en 2020. Dallas : Baroque Notes, 2021)

### Chœur
- Noels pour quatre voix mixtes et orgue (Tarzana : Gentry Publications, 2000)
- Nun komm, der Heiden Heiland pour chœur et orgue (écrit en 2004. Inédit)
- Our Father pour quatre voix mixtes (écrit en 2005. Inédit)